# Tuchanie
Tuchanie – kolonia w Polsce położona w województwie lubelskim, w powiecie chełmskim, w gminie Dubienka.
W latach 1975–1998 miejscowość administracyjnie należała do województwa chełmskiego.
Kolonia jest sołectwem w gminie Dubienka. Według Narodowego Spisu Powszechnego (III 2011 r.) liczyła 101 mieszkańców i była siódmą co do wielkości miejscowością gminy.
Wierni Kościoła rzymskokatolickiego należą do parafii Trójcy Przenajświętszej w Dubience.

## Historia
Według Słownika Królestwa Polskiego wieś w wieku XIX stanowiła attynecję Siedliszcza Bramowego wchodząc w skład dóbr Siedliszcze.
21 i 22 maja 1942 oddziały niemieckie spacyfikowały wieś za pomoc udzielaną partyzantom. Zamordowano 62 osoby a wiele wywieziono do obozu w Zamościu.
26 maja 1943  oddział Armii Krajowej dokonał napadu na Tuchanie i Strzelce. AK zamordowało 28 osób w tym 6 mieszkańców Tuchań.